# 荷蘭—葡萄牙戰爭

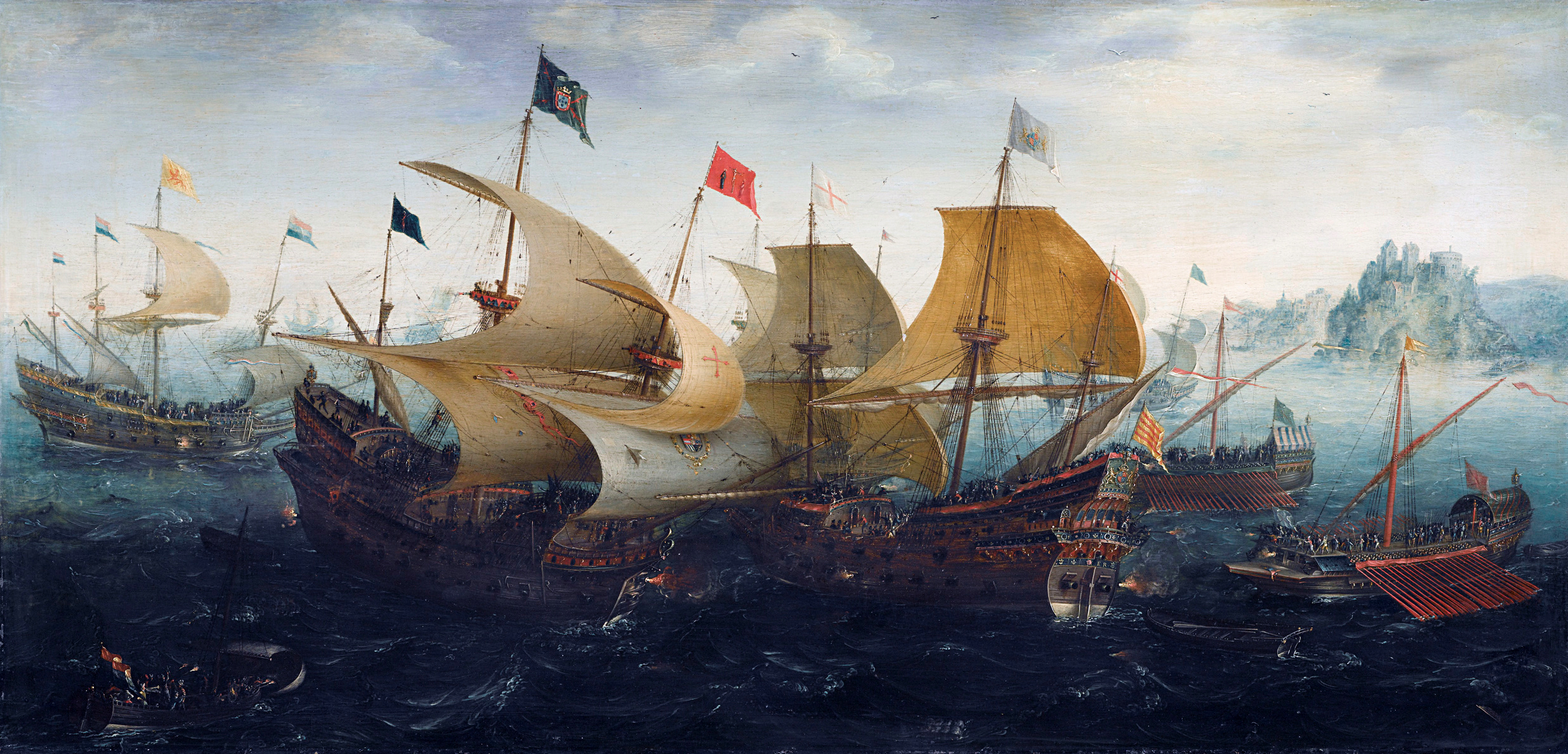
葡萄牙大帆船與荷蘭和英國的軍艦作戰

荷兰—葡萄牙战争（荷蘭語：Nederlands-Portugese Oorlog）是指荷兰军队、荷兰东印度公司、荷兰西印度公司與伊比利亞聯盟、葡萄牙帝國之間的戰爭。这场战争又被称为香料战争。外界又將該戰爭視為八十年戰爭的延伸。
1598年开始，荷兰公司和舰队入侵葡萄牙位於美洲、非洲和東印度群岛的殖民地。荷兰試圖攻佔葡萄牙的巴西殖民地、葡屬東非和葡屬安哥拉，但是未能成功。不過荷兰占领了葡属马六甲、葡屬锡兰、马拉巴尔海岸、摩鹿加群岛以及葡萄牙黄金海岸。
1661年，葡萄牙同意向荷兰赔偿800万荷兰盾，并將锡兰和马鲁古群岛割讓給荷蘭。荷兰則承認葡萄牙對巴西擁有主權。兩國之間的戰爭結束。